# Composiciones para guitarra
Composiciones para Guitarra es el nombre de un álbum de la folclorista y músico chilena Violeta Parra. Se trata de su disco más experimental, en el que no existen canciones en el formato convencional, sino temas compuestos para guitarra sola, o voz y guitarra, en el que Violeta se escapa de las formas tradicionales de la música tradicional, experimentando con nuevas formas de musicalización, con una base lejana en el folclore chileno. 
Parte de estas composiciones pertenecen al grupo de temas escritos poco antes de 1957, algunos de los cuales fueron publicados en el EP Composiciones para Guitarra de EMI Odeón. Entre ellos están "El Joven Sergio" (inspirado en su simpatía por el fotógrafo Sergio Larraín, quien la retrató), "Aires del Canto a lo Divino", "Anticueca #1", "Anticueca #2" y "Travesuras", que aparecen en este disco, y "Tres Palabras", "Los Manteles de Nemesio" (en honor a Nemesio Antúnez, pintor chileno), "Fray Gastón Baila Cueca con el Diablo", entre otras que permanecen inéditas u ocultas en la discografía de Violeta.
Otras canciones tienen una procedencia posterior, como las "Anticuecas", grabadas a instancias del compositor chileno Miguel Letelier alrededor de 1960. "El Gavilán, Gavilán" fue pensado originalmente como un ballet, según cuenta Violeta en una entrevista concedida a la Radio Universidad de Concepción en 1960, donde interpreta un fragmento de la extensa canción, que no se grabó profesionalmente sino hasta 1964. El tema ha sido analizado y estudiado profundamente en el ambiente académico por su extrema complejidad musical y por la forma original en que la artista canta (o grita) los versos en que hace alusión a un amor "mentiroso" y "embustero".
Luego de la muerte de la folclorista, las obras permanecieron en manos de la familia Letelier por más de quince años. En 1995, la investigadora Olivia Concha realizó un exhaustivo trabajo sobre éstas, que fue publicado por la Revista Musical Chilena. Composiciones para Guitarra se editó treinta y dos años después de la muerte de Violeta Parra, en 1999. Warner reunió algunos temas inéditos, que estaban en manos de la familia Parra con otros que ya habían sido editados por la artista en diversos formatos: ("El Gavilán, Gavilán" había aparecido en algunas ediciones de Cantos de Chile (Presente/Ausente) y Canciones Reencontradas en París, junto con "Qué Dirá el Santo Padre (Instrumental)" y "Aires del Canto a lo Divino").
Su nieto Ángel Parra Orrego editó en 1995 un CD con su interpretación de estas Composiciones para Guitarra, aprovechando la transcripción a partitura que se realizó de ellas a mediados de los años 90.

## Lista de canciones
Todas las canciones escritas y compuestas por Violeta Parra, excepto la pista 13. 
| N.º | Título                                       | Duración |  |
| 1.  | «El Gavilán, Gavilán»                        | 12:18    |  |
| 2.  | «Travesuras»                                 | 0:54     |  |
| 3.  | «Anticueca 5»                                | 4:04     |  |
| 4.  | «Anticueca 1»                                | 2:21     |  |
| 5.  | «Anticueca 2»                                | 4:08     |  |
| 6.  | «Anticueca 3»                                | 2:48     |  |
| 7.  | «Anticueca 4»                                | 2:54     |  |
| 8.  | «Tema Libre 1»                               | 2:30     |  |
| 9.  | «Tema Libre 2»                               | 2:50     |  |
| 10. | «El Pingüino»                                | 3:19     |  |
| 11. | «El Joven Sergio»                            | 1:38     |  |
| 12. | «La Víspera de San Juan»                     | 1:56     |  |
| 13. | «Cueca Larga» (Nicanor Parra, Violeta Parra) | 5:53     |  |
| 14. | «El Gavilán, Gavilán» (Versión París)        | 9:36     |  |
| 15. | «Qué Dirá el Santo Padre» (Instrumental)     | 1:35     |  |
| 16. | «Aires del Canto a lo Divino»                | 1:39     |  |

## Reedición 2010
Con motivo de la reedición de una gran parte de la discografía de la folclorista en la compilación Obras de Violeta Parra: Musicales, Visuales y Poéticas lanzada durante 2010, este disco fue relanzado al mercado en formato CD con idéntico repertorio, aunque con nuevo título (Obras para Guitarra) y carátula.